# Anders Nilsson (Regisseur)
Anders Nilsson (* 15. August 1963 in Kil, Värmland, Schweden) ist ein schwedischer Regisseur und Drehbuchautor und Filmproduzent. Im Abspann wird er mitunter auch benannt als Andrew Nelson, Anthony Newton, oder Andy Nelson.
Anders Nilsson stammt aus Schweden, doch die meisten seiner Filme produzierte er für den internationalen Markt. Er führte Regie bei fünf Filmen, schrieb 22 Drehbücher und arbeitete an 80 Werbespots mit. Zudem war er Produzent bei zwei Filmen und fünf TV-Filmen. 

## Filmographie (Auswahl)
- Zero Tolerance – Zeugen in Angst (1999)
- Executive Protection – Die Bombe tickt (2001)
- The Third Wave – Die Verschwörung (2003)

In diesen drei Action-Filmen werden Themen des modernen organisierten Verbrechens behandelt.
- GSI – Spezialeinheit Göteborg (2009)

In dieser Fernsehserie kehrt der Kommissar Johan Falk nach Göteborg zurück und ermittelt in einer Spezialeinheit gegen das organisierte Verbrechen.

## Weblink / Quelle
- Anders Nilsson bei IMDb

| Personendaten    | Personendaten                                 |
| ---------------- | --------------------------------------------- |
| NAME             | Nilsson, Anders                               |
| ALTERNATIVNAMEN  | Nelson, Andrew; Newton, Anthony; Nelson, Andy |
| KURZBESCHREIBUNG | schwedischer Regisseur                        |
| GEBURTSDATUM     | 15. August 1963                               |
| GEBURTSORT       | Kil, Värmland, Schweden                       |